# Bellidoïte
La bellidoïte est un minéral de la classe des sulfures. Il porte le nom d'Eleodoro Bellido Bravo, directeur du Service de géologie et d'exploitation minière du Pérou.

## Caractéristiques
La bellidoïte est un séléniure de cuivre de formule chimique Cu2Se. Elle cristallise dans le système tétragonal. C'est un minéral dimorphe de la berzélianite. Sa dureté sur l'échelle de Mohs est comprise entre 1,5 et 2.

## Classification
Selon la classification de Nickel-Strunz, la bellidoïte appartient à la famille "02.BA: sulfures métalliques de rapport M:S > 1:1 (principalement 2:1) avec cuivre, argent et or" comprenant les minéraux suivants : chalcocite, djurleite, geerite, roxbyite, anilite, digénite, bornite, berzélianite, athabascaïte, umangite, rickardite, weissite, acanthite, mckinstryite, stromeyerite, jalpaïte, sélénojalpaïte, eucaïrite, aguilarite, naumannite, cervelléite, hessite, chenguodaïte, henryite, stützite, argyrodite, canfieldite, putzite, fischessérite, penzhinite, petrovskaïte, petzite, uytenbogaardtite, bezsmertnovite, bilibinskite et bogdanovite.

## Formation et gisements
On la trouve dans des dépôts hydrothermaux de température basse à modérée. Elle est généralement associée à d'autres minéraux tels que l'umangite, la sidérite, la klockmannite, la djurléite, la digénite, la calcite ou la berzélianite. Elle a été découverte en 1975 dans la mine Habři, dans le gisement de Rožná (district de Žďár nad Sázavou, région de Vysočina, Moravie, Tchéquie). Elle a également été décrite dans les gisements d'or et de cuivre de Jilongshan et de Jiguanzui, tous deux dans le Hubei (Chine), dans la mine El Dragón (province d'Antonio Quijarro, Bolivie), et dans la mine Tumiñico (province de La Rioja, Argentine).